# Трессол, Роберт
Ро́берт Трессе́лл (настоящая фамилия — Нуна́н) (англ. Robert Tressell; 17 апреля 1870, Дублин — 3 февраля 1911, Ливерпуль, Ланкашир) — английский писатель

.

## Биография
Родился 17 апреля 1870 года в Дублине. Незаконнорожденный сын инспектора Королевской ирландской полиции. С 1875 года жил в Лондоне. В 1886 году увлёкся политикой, проявлял признаки радикального политического сознания и ушёл из семьи. В 1890 году был обвинён в краже со взломом и воровстве в Ливерпуле, признал себя виновным и отсидел шестимесячный тюремный срок.
В 1891 году переехал в Южную Африку, поселился в Кейптауне, столице британской Капской колонии, где работал маляром, художником-декоратором. Участвовал в рабочем движении, был активистом ирландского националистического общества.
В 1901 году вернулся в Англию. Работал художником в Гастингсе (Восточный Суссекс). В 1906 году стал членом-учредителем Гастингского отделения британской Социал-демократической федерации.
Недовольный своей жизнью в Англии, решил эмигрировать в Канаду; но добравшись до Ливерпуля, из-за обострившейся болезни, был помещён в Королевский лазарет Ливерпуля, где и умер от туберкулёза 3 февраля 1911 года.

## Творчество
Автор известной повести «Филантропы в рваных штанах» («The Ragged — Trousered philantropists», 1914). Оставил повесть в рукописи.
Тресселл о своей повести в предисловии:

Этой книгой я хотел в увлекательной форме и правдиво рассказать о жизни рабочих, а говоря точнее, строительных рабочих, маленького городка Южной Англии.

Р. Тресселл называл рабочих «филантропами, надрывающимися для обогащения капиталиста», вёл антирелигиозную пропаганду, разоблачая всех христианских социалистов и мелкобуржуазных реформистов.
В 1926 году повесть была переделана в агитационную пьесу и закончена призывом вступать в компартию.

## Память

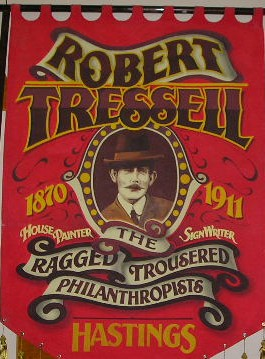
Плакат общества Роберта Тресселла в Гастингсе

- В Гастингсе создано общество Роберта Тресселла[4].
- Создан Музей и художественная галерея Роберта Тресселла в Гастингсе.